# Howarde
Howarde ist ein Ortsteil von Halver im Märkischen Kreis im Regierungsbezirk Arnsberg in Nordrhein-Westfalen (Deutschland).

## Lage und Beschreibung
Howarde liegt östlich des Halveraner Hauptortes auf 410 Meter über Normalnull nahe dem Aussichtsturm Karlshöhe und dem Freizeitbad Herpine. Die geschlossene Bebauung des Hauptorts ist nah an den ort herangerückt. Nachbarorte sind neben dem Hauptort die Ortschaften Winkhof, Oberherweg und Neuenherweg. Die heutige Wohnsiedlung ist aus einer frühen Halveraner Hofschaft hervorgegangen.
Im Ort sind mehrere alte Buchen als Naturdenkmal unter Schutz gestellt. Nördlich des Ortes verläuft die von der Schleifkottenbahn GmbH befahrenen Teilstrecke der Wuppertalbahn.

## Etymologie und Geschichte
Der Name Howarde leitet sich vermutlich von Hohe Warte ab. Von der hoch gelegenen Ortslage hatte man einen weiten Blick in die Landschaft.
Howarde wurde erstmals 1557 urkundlich erwähnt, die Entstehungszeit der Siedlung wird aber für den Zeitraum zwischen 1050 und 1200 infolge der Rodungsphase nach der hochmittelalterlichen Territorialbildung vermutet. Howarde war ein Abspliss der Hofschaft Winkhof.
1818 lebten acht Einwohner im Ort. Laut der Ortschafts- und Entfernungs-Tabelle des Regierungs-Bezirks Arnsberg wurde Howarde als Hof kategorisiert und besaß 1838 eine Einwohnerzahl von 19, allesamt evangelischen Glaubens. Der Ort gehörte zur Halveraner Dorfbauerschaft innerhalb der Bürgermeisterei Halver und besaß zwei Wohnhäuser, eine Fabrik bzw. Mühle und ein landwirtschaftliches Gebäude.
Das Gemeindelexikon für die Provinz Westfalen von 1887 gibt eine Zahl von 17 Einwohnern an, die in zwei Wohnhäusern lebten.